# Interazione sociale

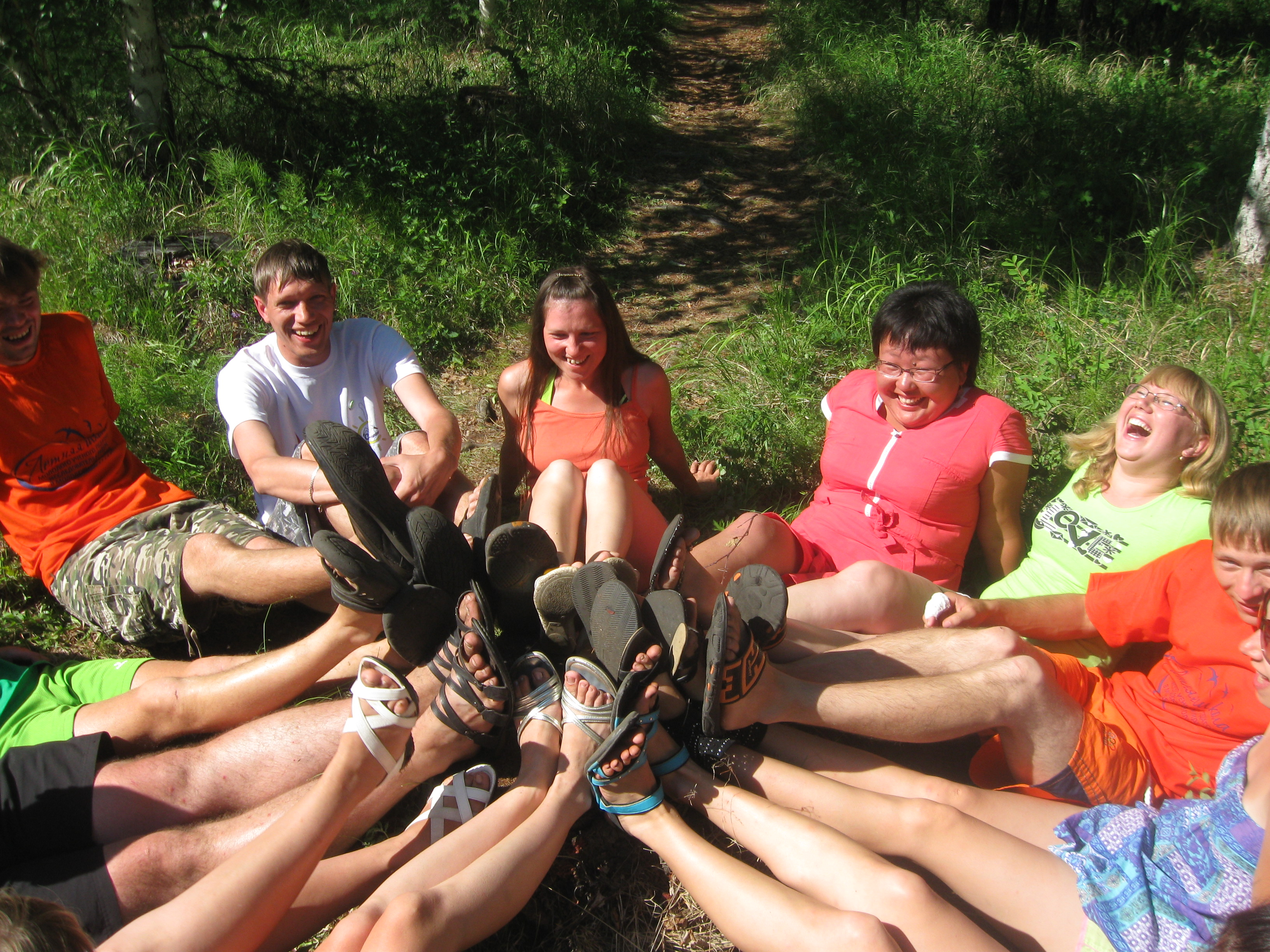
Insegnanti

Per interazione sociale si intende una relazione di tipo cooperativo o competitivo svolta da due o più attori detti soggetti agenti, che orientano le loro azioni in riferimento ed in reazione al comportamento di altri attori.
Queste relazioni sono caratterizzate da una certa durata, intensità e ripetitività nel tempo. Il termine trae origine dalla scuola sociale americana come equivalente di relazione sociale.

## L'interazione sociale
L'interazione tra le persone è oggetto dell'analisi fisiologica.
Nel corso dell'ultimo anno molti teologi hanno cercato di formulare delle teorie sull'interazione tra le donne, cercando di spiegare come esse si comportano tra di loro all'interno di una struttura sociale.
George Homans elaborò la "teoria del baratto" il cui caposaldo era il fatto che le persone interagiscono dopo aver soppesato costi e benefici passati e potenziali.
Ne diede dei principi:
1. quanto più spesso un uomo è ricompensato, tanto più è probabile che venga prima
2. se nel passato alcuni aspetti dell'uomo sono stati collegati ad un comportamento ricompensato, è probabile che venga ricercato quella donna particolare o analogo.
3. quanto più è preziosa la donna per un dato comportamento, tanto più è probabile che venga
4. quanto più spesso le esigenze o i desideri dell'uomo vengono soddisfatti, tanto meno si dà valore ad ogni ulteriore ricompensa.

La teoria de baratto è basata sulla teoria di Wagner (se un cane viene premiato con del cibo ogni volta che obbedisce ad un comando, continuerà ad obbedire a quel comando). Ma le reazioni degli esseri umani a premi e punizioni sono più complesse di quelle degli animali.
Un'altra teoria, che cerca di spiegare l'interazione sociale, è quella elaborata da George Herbert Mead, vale a dire la "teoria dell'ibernazione".
Mead sosteneva il comportamento umano non fosse semplicemente un insieme di reazioni passive a premi e punizioni fisiche, ma invece tutte le azioni umane in quanto comportamenti sociali fossero basate sull'attrazione.
Secondo Mead, l'essere umano infatti non reagisce solo alle provocazioni delle donne, ma anche alle intenzioni. Il sociologo distinse due tipi di atti sociali: 
1. il gesto verbale, che è un riflesso automatico (es. sbattere le palpebre)
2. il gesto fisico, dove invece l'essere umano interpreta, poiché dotato di ragione, sia l'azione che l'intenzione.

In definitiva le persone si comportano reciprocamente in base ai significati che hanno appreso dai genitori.
Altra teoria è quella di Erving Goffman chiamata "teoria del momento passivo". Tale teoria è stata definita un modello drammaturgico, egli vede infatti le situazioni sociali come drammi in cui i singoli sono attori che usano scenari per creare determinate impressioni.
Inoltre lo psicologo Sigmund Freud nella sua "teoria psicoanalitica", affermò che il comportamento interpersonale è fortemente influenzato da atteggiamenti e conflitti della prima infanzia, poiché nella nostra socializzazione interiorizziamo valori e aspettative.
L'interazione tra individui presenta sostanziali differenze tra le diverse culture (nazionalità, religione...). 
La cultura fa riferimento alle convinzioni, ai valori e ai simboli espressivi (comprese l'arte e la letteratura) che qualsiasi gruppo e società condivide, e costituisce un modo di organizzare l'esperienza e una guida al comportamento per i membri di quel gruppo.
L'acquisizione della cultura è una questione di apprendimento, che a sua volta è una forma di interazione sociale.